# Metalinhomoeus variabilis
Metalinhomoeus variabilis är en rundmaskart som beskrevs av Murphy 1965. Metalinhomoeus variabilis ingår i släktet Metalinhomoeus och familjen Linhomoeidae. Inga underarter finns listade i Catalogue of Life.